# Hyalella pamqeana
Hyalella pamqeana is een vlokreeftensoort uit de familie van de Hyalellidae. De wetenschappelijke naam van de soort is voor het eerst geldig gepubliceerd in 1968 door Cavalieri.